# 론코네

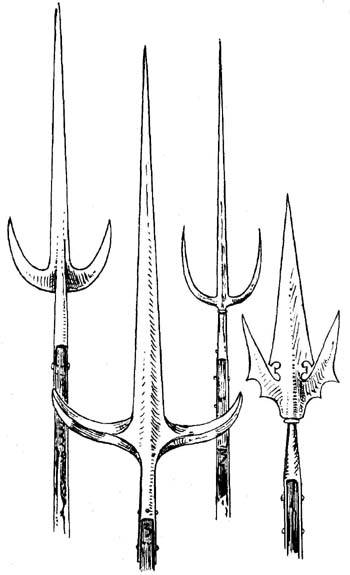
론코네의 종류, (16세기)

론코네(roncone), 또는 론코(ronco), 란서(ranseur)는 15세기까지 유럽에서 사용된 파르티잔 과 유사한 장대 무기였다. 17세기까지 법정에서 의례용 무기로 사용되었다.
종종 이전 스페툼의 파생물로 생각되는 란서의 머리는 밑부분에 십자형 칼자루가 부착된 창끝으로 구성되어 있었다. 또한 일부 이 칼자루는 초승달 모양이어서 삼지창과 비슷한 모양을 하고 있기도 하다. 일반적으로 칼자루에는 양날 빨치산과 달리 칼날이 없고 일반적으로 6피트 이상이다.
무기의 창 기능은 분명하지만 방어력이 뛰어난 갑옷에 대해 항상 효과적인 것은 아니었다. 편향에는 주 블레이드 아래 공간에 적의 무기를 가두는 것이 포함되며, 여기에서 샤프트의 비틀림은 그 순간부터 장거리에서 압력을 가할 수 있고 장착된 적을 안장에서 끌어당기는 방식이 주로 사용되었다.